# Municipio de Cordova (Illinois)
El municipio de Cordova (en inglés: Cordova Township) es un municipio ubicado en el condado de Rock Island en el estado estadounidense de Illinois. En el año 2010 tenía una población de 896 habitantes y una densidad poblacional de 12,78 personas por km².

## Geografía
El municipio de Cordova se encuentra ubicado en las coordenadas 41°42′54″N 90°17′1″O / 41.71500, -90.28361. Según la Oficina del Censo de los Estados Unidos, el municipio tiene una superficie total de 70.11 km², de la cual 63,92 km² corresponden a tierra firme y (8,83 %) 6,19 km² es agua.

## Demografía
Según el censo de 2010, había 896 personas residiendo en el municipio de Cordova. La densidad de población era de 12,78 hab./km². De los 896 habitantes, el municipio de Cordova estaba compuesto por el 97,32 % blancos, el 0,78 % eran afroamericanos, el 0,56 % eran asiáticos, el 0,67 % eran de otras razas y el 0,67 % eran de una mezcla de razas. Del total de la población el 1,45 % eran hispanos o latinos de cualquier raza.